# Пахомов, Иван Сергеевич
Иван Сергеевич Пахомов (25 марта 1906 года, г. Вольск, Саратовская губерния — 1 января 1963 года, Львов) — советский военный деятель, полковник (1943 год).

## Начальная биография
Иван Сергеевич Пахомов родился 25 марта 1906 года в городе Вольск Саратовской губернии.
Работал на кожевенном и пивоваренном заводах.

## Военная служба

### Довоенное время
1 ноября 1928 года призван в ряды РККА и направлен стрелком в 31-ю отдельную стрелковую роту, дислоцированную в г. Нежин, а в конце того же месяца — на учёбу в полковую школу 19-го стрелкового полка (7-я Черниговская стрелковая дивизия), после окончания которой в январе 1931 года Пахомов был оставлен на сверхсрочную службу в составе 31-й стрелковой роты. В октябре того же года направлен на учёбу в Киевскую пехотную школу имени рабочих Красного Замоскворечья, после окончания которой в сентябре 1932 года направлен в 9-й стрелковый полк (3-я Крымская стрелковая дивизия, Украинский военный округ), дислоцированный в Симферополе, где служил на должностях командира взвода и помощника командира роты.
В феврале 1935 года И. С. Пахомов направлен в 152-й стрелковый полк (51-я стрелковая дивизия), дислоцированный в Тирасполе, где служил на должностях помощника командира и командира роты, помощника начальника и начальника штаба полка. В ноябре 1938 года назначен на должность начальника 4-й части штаба 51-й стрелковой дивизии, однако в том же году направлен на учёбу на штабные курсы при 5-м факультет Военной академии имени М. В. Фрунзе, после окончания которых в мае 1939 года вернулся на прежнюю должность.
С января 1940 года находился в распоряжении Управления по начсоставу РККА и в феврале того же года назначен на должность начальника штаба 528-го стрелкового полка (130-я стрелковая дивизия, Киевский военный округ).

### Великая Отечественная война
С началом войны дивизия принимала участие в боевых действиях на могилёв-подольском в ходе приграничного сражения на реке Прут и на 12-м Могилёв-Подольском укреплённом районе, после чего отступала на ольгопольском и никопольском направлениях, в результате чего с сентября принимала участие в Донбасской оборонительной операции, во время которой попала в окружение, понесла значительные потери и 20 октября была расформирована.
В октябре 1941 года капитан Пахомов назначен на должность начальника 1-го (оперативного) отделения 99-й стрелковой дивизии, которая принимала участие в боевых действиях в ходе Ростовской наступательной операции и освобождении Ростова-на-Дону.
24 декабря назначен на должность начальника штаба 141-й стрелковой бригады, формировавшейся в Сталинградском военном округе и в мае 1942 года передислоцированной в с. Нижнедевицк (Нижнедевицкий район, Воронежская область), где была включена в состав 40-й армии (Воронежский фронт). Подполковник Пахомов в июне назначен на должность заместителя начальника оперативного отдела штаба 40-й армии, а в июле — на должность начальника штаба управления тыла этой же армии, после чего принимал участие в боевых действиях Воронежско-Ворошиловградской операции.
В октябре назначен на должность заместителя командира 141-й стрелковой дивизии и в декабре 1942 года, командуя сводной группой, Пахомов принимал участие в освобождении Воронежа и Курска. Вскоре дивизия участвовала в боевых действиях в ходе Острогожско-Россошанской, Воронежско-Касторненская операция (1943) и Харьковской наступательных операций, после чего в марте 1943 года перешла к обороне на восточном берегу реки Сейм, откуда 31 августа перешла в наступление в ходе Черниговско-Припятской операции и затем форсировала Днепр из района Окуниново в район села Страхолесье на правом берегу реки, где и заняла оборону.
10 октября 1943 года назначен на должность командира 132-й стрелковой дивизии, которая принимала участие в боевых действиях на плацдарме севернее Киева. 5 ноября снят с занимаемой должности и повторно назначен заместителем командира 141-й стрелковой дивизии, которая участвовала в боевых действиях в ходе Киевской наступательной и Киевской оборонительной, Житомирско-Бердичевской и Проскуровско-Черновицкой наступательных операциях.
30 апреля 1944 года назначен на должность командира этой же 141-й дивизии, которая 20 июля после форсирования Днестра перешла в наступление, в ходе которого участвовала в освобождении городов Станислав, Калуш, Стрый, Дрогобыч и Борислав, после чего заняла оборону на рубеже Лужск, Гурны, Выгадувка. С сентября дивизия принимала участие в боевых действиях в ходе Восточно-Карпатской, Карпатско-Дуклинской и Карпатско-Ужгородской наступательных операций.
В декабре 1944 года полковник И. С. Пахомов направлен на учёбу на ускоренный курс Высшей военной академии имени К. Е. Ворошилова, после окончания которого 21 мая 1945 года назначен на должность заместителя командира 94-го стрелкового корпуса, который в июне был дислоцирован из Прибалтике в Монголию и включён в состав Забайкальского фронта. В августе 1945 года полковник Пахомов заболел, вследствие чего лечился в Кисловодске и участия в Советско-японской войне не принял.

### Послевоенная карьера
После выздоровления с сентября 1945 года состоял в распоряжении Главного управления кадров НКО и в январе 1946 года назначен на должность начальника штаба 54-й гвардейской стрелковой дивизии (3-й гвардейский стрелковый корпус, 28-я армия, Барановичский военный округ), в августе того же года — на должность заместителя командира 10-й гвардейской стрелковой бригады (Архангельский военный округ), в мае 1950 года — на должность командира 274-го стрелкового полка (24-я стрелковая дивизия, Прикарпатский военный округ), а в декабре 1954 года — на должность военкома Ровенского областного военкомата.
Полковник Иван Сергеевич Пахомов 19 января 1956 года вышел в запас. Умер 1 января 1963 года во Львове.

## Награды
- Орден Ленина (30.04.1954);
- Два ордена Красного Знамени (25.03.1943, 20.06.1949);
- Орден Суворова 2 степени (23.05.1945);
- Орден Отечественной войны 1 степени (09.11.1943);
- Орден Красной Звезды (03.11.1944);
- Медали.